# Боби Андонов
Боби Андонов (Мелбурн, 28. август 1995) је аустралијски поп-рок певач македонског порекла који се прославио у аустралијској верзији серијала Ја имам таленат (Australia got talent). Пореклом је из Струмице у Северној Македонији.

## Каријера
Са девет година глумио је Денија Зука у мјузиклу Бриљантин, а са четрнаест је представљао Републику Македонију на Дечијој Евровизији са песмом „Прати ми смс” и освојио пето место. Живео је у Македонији од 13−15. године и тада снимио неколико македонских народних песама са маестром Зораном Џорлевим. Године 2010 се пријавио за аустралијски Ја имам таленат, стигао је до финала, а 2017. је објавио први сингл „Апартмент”. Живи у Лос Анђелесу.

## Дискографија

### Албуми
- In bad company (2023) ЕП[5]

#### Синглови на мекдонском
- Прати ми смс (2008)
- Насмеј се (2008) Златно славејче
- Зајди зајди (2010) са Зораном Џорлевим
- Јовано Јованке (2010) са Зораном Џорлевим
- Мајка на Марика думаше (2010) са Зораном Џорлевим

#### Синглови на енглеском
- Apartment (2017)
- Faithful (2018)
- Smoke (2018)
- Until the morning (2022)
- Night crawls (2022)
- Bad decisions (2023)[6]
- War is love (2023)
- Potential (2023)
- Pretty pills (2023)
- Late text (2023)
- Guilty (2023)
- Anymore (2024)